# Änkesäte
Änkesäte var en bostad – ett slott eller en herrgård – som erbjöds en kunglig eller adlig änka efter makens död för att bereda plats åt nästa generation och trygga änkans ålderdom.